# Megasoma joergenseni penyai
Megasoma joergenseni penyai es una subespecie de escarabajo rinoceronte del género Megasoma, tribu Dynastini, familia Scarabaeidae. Fue descrita científicamente por Nagaien 2003.

## Descripción
Suele ser más pequeño que la especie Megasoma joergenseni.

## Distribución
Se distribuye por Paraguay.